# آرسینوئه یکم
آرسینوئه یکم (انگلیسی: Arsinoe I؛ ‏یونانی باستان: Ἀρσινόη؛ ‏ ۳۰۵ پیش از میلاد - پس از حوالی سال ۲۴۸ پیش از میلاد) ملکه مصر از طریق ازدواج با بطلمیوس دوم فیلادلفوس بود.

## زندگی
آرسینوئه یکم دومین دختر و کوچکترین فرزند متولد شده از پادشاه لوسیماخوس و نیکئای مقدونی بود. خواهر و برادر بزرگتر او آگاثوکلیس و اوریودیکه بودند؛ اجداد او قدرتمند بودند — پدربزرگ پدری او آگاثوکلیس پلا بود؛ اشراف‌زاده‌ای هم‌دوره با پادشاه فیلیپ دوم مقدونی. پدربزرگ مادری او آنتیپاتر نایب‌السلطنه بود. آرسینوئه یکم نام خود را از مادربزرگش گرفته بود، اگرچه معلوم نیست که آیا آن زن مادر لوسیماخوس بود یا مادر نیکئای مقدونی، زیرا هر دو زن در منابع قدیمی به‌نام ذکر نشده‌اند. اطلاعات کمی از زندگی او قبل از ازدواجش در دست است.

## ملکه
بین سال‌های ۲۸۹/۸۸ و ۲۸۱ پیش از میلاد، آرسینوئه یکم با پسرعمو دور خود، بطلمیوس دوم فیلادلفوس، فرعون پادشاهی بطلمیوسی ازدواج کرد. این ازدواج بخشی از اتحاد بطلمیوس با پدر او علیه سلوکوس یکم بود. از طریق این ازدواج، او ملکه پادشاهی بطلمیوسی شد. او و بطلمیوس سه فرزند داشتند: بطلمیوس سوم اورژتس، لیسیماخوس مصر و ملکه برنیس.
پس از سال‌های ۲۷۹–۲۷۴/۳ پیش از میلاد، خواهر بطلمیوس دوم آرسینوئه دوم به مصر رسید. آرسینوئه دوم با لوسیماخوس ازدواج کرده بود و بنابراین هم مادرخوانده و هم خواهرزاده آرسینوئه یکم بود. پس از مرگ لیسیماخوس، آرسینوئه دوم با برادر ناتنی‌اش، بطلمیوس سرانوس ازدواج کرد، اما پس از یک مشاجره، به مصر فرار کرد. به‌زودی پس از ورود آرسینوئه دوم، اتهام توطئه برای ترور بطلمیوس دوم علیه آرسینوئه یکم مطرح شد.
نتیجه این شایعات این بود که بطلمیوس دوم، آرسینوئه اول را به توطئه علیه خود متهم کرد. بطلمیوس او را طرد کرده و سپس به تبعید به قفط در مصر علیا فرستاد. به نظر می‌رسد که این رویدادها به تبعید دختر برادر بطلمیوس دوم، ثئوکسنا مرتبط باشد، زیرا وی به ثباید و شاید هم به قفط فرستاده شد.
پس از آن، بطلمیوس دوم با خواهرش آرسینوئه دوم ازدواج کرد و پس از مرگ او، فرزندانش با آرسینوئه یکم به‌طور رسمی به‌عنوان فرزندان آرسینوئه دوم شناخته شدند.

## اواخر زندگی
آرسینوئه یکم به مدت بیست سال در تبعید زندگی کرد. در طول تبعید خود، او در شکوه زیادی زندگی می‌کرد و از امتیازات زیادی بهره‌مند بود، زیرا او همسر سابق یک فرعون بود. نخستین پسر او از بطلمیوس دوم پس از مرگ او جانشین پدر شد.
یک سنگ یادبود بازمانده در قفط پیدا شده است که به آرسینوئه یکم اشاره دارد. این سنگ یادبود متعلق به سنو-شر، خدمتکار آرسینوئه یکم است و به تبعید آرسینوئه یکم مربوط می‌شود.. این سنگ یادبود آرسینوئه یکم را «همسر پادشاه» می‌نامد، اما نام او در کارتوش سلطنتی قرار ندارد، مانند آنچه که برای یک ملکه مصری معمول بود. یکی دیگر از آثار بازمانده مربوط به آرسینوئه یکم، یک کتیبه فنیقی است که بخشی از «کتیبهٔ معصوب» است که به نظر می‌رسد از ام العمد (امروزه در لبنان) آمده باشد و سال را بر اساس سلطنت «بطلمیوس سوم اورژتس، شاه پادشاهان، بزرگ، نیکوکار، پسر بطلمیوس دوم و آرسینوئه، برادران خدا» می‌شمارد. «کتیبهٔ پایه‌ای لارناکس تیس لاپیثو» کتیبه‌ای به زبان فنیقی که در لاپیتوس قبرس کشف شد و مربوط به سال یازدهم یا دوازدهم سلطنت بطلمیوس دوم است، به یک قربانی که توسط یاتونبعل به نمایندگی از «وارث قانونی و همسرش» اشاره کرده است، بنابراین احتمالاً به آرسینوئه یکم اشاره دارد. از آنجا که آرسینوئه یکم به‌عنوان یک خائن بی‌آبرو شده بود، این واقعیت که شخصی که قربانی را به نمایندگی از او انجام داده نشان می‌دهد که اخبار بی‌آبرو شدن او هنوز به یاتونبعل نرسیده بود.